# 格林萊夫爾 (北卡羅萊納州韋克縣)
格林萊夫爾（英語：Green Level）是位於美國北卡羅萊納州韋克縣的非建制地區。

## 歷史
格林萊夫爾的郵局於1847年設立，其後於1888年停運。

## 地理
格林萊夫爾所處的海拔為高於海平面100米（即328英呎），而該地所採用的時區為UTC-5，即北美东部时区（EST）。同時該地設有夏令時間，為UTC-5調快一小時，即UTC-4（EDT）。